# Straßenlauf-Länderkampf der Männer 1976 Schweiz – BR Deutschland – Niederlande
| 13. Leichtathletik-Länderkampf mit bundesdeutscher Beteiligung 1976      | 13. Leichtathletik-Länderkampf mit bundesdeutscher Beteiligung 1976 |
| ------------------------------------------------------------------------ | ------------------------------------------------------------------- |
|                                                                          |                                                                     |
| Straßenlauf-Vergleich der Männer: Schweiz – BR Deutschland – Niederlande |                                                                     |
| Austragungsort                                                           | Ebikon                                                              |
| Wettbewerbe                                                              | 1                                                                   |
| Datum                                                                    | 4. September                                                        |
| 1. SUI 2. FRG 3. NLD                                                     | 8:04:51,8 h 8:08:51,2 h 8:15:57,2 h                                 |
| Chronik                                                                  |                                                                     |
| ← SUI-FRG (F)                                                            | BEL-FRG-NLD (M) →                                                   |

Im dreizehnten Vergleich des Länderkampfjahres 1976 trafen sich die Straßenläufer aus der Schweiz, der Bundesrepublik Deutschland und den Niederlanden zum nun schon vierzehnten Mal zu einem Dreiländerkampf der Männer. Die Begegnung fand am 4. September in der Schweizer Stadt Ebikon statt und war der einzige Länderkampf im Straßenlauf in diesem Jahr. In den ersten elf vorangegangenen Begegnungen hatten immer die bundesdeutschen Läufer vorne gelegen, doch 1974 und im Vorjahr hatte sich zwei Mal das Team aus der Schweiz vor der bundesdeutschen Mannschaft durchgesetzt.

## Modus
Wie immer in den Straßenlauf-Länderkämpfen wurde ein Rennen über dreißig Kilometer durchgeführt. Jede Nation konnte sechs Läufer stellen, von denen die fünf Besten über die Addition ihrer Zeiten gewertet wurden. Die Niederlande trat mit nur fünf Vertretern an, die alle in die Wertung kamen.

## Ergebnis
In der Einzelwertung siegte ein Läufer aus der Schweiz, Auch in der Länderkampfwertung waren wie in den letzten beiden Jahren die Schweizer Vertreter wieder vorn. In 8:04:51,8 Stunden lagen sie in der Gesamtabrechnung fast vier Minuten vor den zweitplatzierten bundesdeutschen Teilnehmern, die ihrerseits gut sieben Minuten Vorsprung vor den Niederländern auf Rang drei hatten.

### 30-km-Straßenlauf
| Platz | Athlet              | Land | Zeit (h)  |
| ----- | ------------------- | ---- | --------- |
| 01    | Markus Ryffel       | SUI  | 1:34:36,8 |
| 02    | Karl Mann           | FRG  | 1:34:47,2 |
| 03    | Henk Kalf           | NLD  | 1:35:11,8 |
| 04    | Albrecht Moser      | SUI  | 1:36:14,0 |
| 05    | Wolfgang Siefert    | FRG  | 1:36:19,8 |
| 06    | Reinhard Leibold    | FRG  | 1:36:31,6 |
| 07    | Richard Umberg      | SUI  | 1:36:37,8 |
| 08    | Gerard Mentink      | NLD  | 1:37:29,4 |
| 09    | Wis van Houten      | NLD  | 1:37:38,4 |
| 10    | Peter Reiher        | FRG  | 1:38:33,2 |
| 11    | Helmut Jesberg      | FRG  | 1:39:40,0 |
| 12    | Werner Schumann     | FRG  | 1:39:55,8 |
| 13    | Georges Kaiser      | SUI  | 1:40:04,4 |
| 14    | Cor van der Weijden | NLD  | 1:40:54,6 |
| 15    | Martin Jaggi        | SUI  | 1:41:18,2 |
| 16    | Barry Kneppers      | NLD  | 1:44:43,0 |
| 17    | Carl Kupferschmid   | SUI  | 1:48:09,4 |